# Campionati europei di atletica leggera indoor 2017 - 1500 metri piani femminili

## Podio
| Pos.    | Atleta                  | Nazionalità |
| ------- | ----------------------- | ----------- |
| Oro     | Laura Muir              | Regno Unito |
| Argento | Konstanze Klosterhalfen | Germania    |
| Bronzo  | Sofia Ennaoui           | Polonia     |

## Record
| Record                | Record          | Record  | Record              | Record          |
| --------------------- | --------------- | ------- | ------------------- | --------------- |
| Record del Mondo      | Genzebe Dibaba  | 3:55.17 | Karlsruhe, Germania | 1 febbraio 2014 |
| Record europeo        | Abeba Aregawi   | 3:57.91 | Stoccolma, Svezia   | 6 febbraio 2014 |
| Record dei campionati | Doina Melinte\| | 4:02.54 | Il Pireo, Grecia    | 3 marzo 1985    |

## Programma
| Data         | Ora   | Turno    |
| ------------ | ----- | -------- |
| 3 marzo 2017 | 17:05 | Batterie |
| 4 marzo 2017 | 19:45 | Finale   |

## Risultati

### Batterie
I primi due di ogni batteria e i migliori tre tempi non qualificati direttamente si qualificano per la finale.
| Posizione | Batteria | Atleta                  | Nazione     | Tempo   | Note                          |
| --------- | -------- | ----------------------- | ----------- | ------- | ----------------------------- |
| 1         | 1        | Laura Muir              | Regno Unito | 4:10.28 | Q                             |
| 2         | 1        | Amela Terzić            | Serbia      | 4:10.35 | Q                             |
| 3         | 1        | Konstanze Klosterhalfen | Germania    | 4:10.37 | q                             |
| 4         | 3        | Sofia Ennaoui           | Polonia     | 4:11.91 | Q                             |
| 5         | 2        | Meraf Bahta             | Svezia      | 4:12.39 | Q                             |
| 6         | 2        | Sarah McDonald          | Regno Unito | 4:12.50 | Q                             |
| 7         | 2        | Daryia Barysevich       | Bielorussia | 4:12.52 | q                             |
| 8         | 2        | Ciara Mageean           | Irlanda     | 4:12.81 | q                             |
| 9         | 3        | Luiza Gega              | Albania     | 4:13.40 | Q                             |
| 10        | 3        | Simona Vrzalová         | Rep. Ceca   | 4:14.31 |                               |
| 11        | 2        | Olena Sidorska          | Ucraina     | 4:14.95 | Miglior prestazione personale |
| 12        | 1        | Katarzyna Broniatowska  | Polonia     | 4:15.02 |                               |
| 13        | 3        | Solange Andreia Pereira | Spagna      | 4:15.09 |                               |
| 14        | 3        | Linn Nilsson            | Svezia      | 4:15.25 |                               |
| 15        | 2        | Meryem Akdağ            | Turchia     | 4:16.08 |                               |
| 16        | 1        | Claudia Bobocea         | Romania     | 4:16.98 |                               |
| 17        | 1        | Özlem Kaya              | Turchia     | 4:20.37 |                               |
| 18        | 3        | Kerry O'Flaherty        | Irlanda     | 4:23.82 |                               |
| 19        | 1        | Natalia Evangelidou     | Cipro       | 4:24.61 |                               |

### Finale
La finale è iniziata alle 19:45 di sabato 4 marzo
.
| Posizione | Atleta                  | Nazione     | Tempo   | Note                          |
| --------- | ----------------------- | ----------- | ------- | ----------------------------- |
| 1         | Laura Muir              | Regno Unito | 4:02.39 | Record dei campionati         |
| 2         | Konstanze Klosterhalfen | Germania    | 4:04.45 | Miglior prestazione personale |
| 3         | Sofia Ennaoui           | Polonia     | 4:06.59 |                               |
| 4         | Meraf Bahta             | Svezia      | 4:07.90 |                               |
| 5         | Luiza Gega              | Albania     | 4:11.64 |                               |
| 6         | Sarah McDonald          | Regno Unito | 4:13.67 |                               |
| 7         | Daryia Barysevich       | Bielorussia | 4:13.81 |                               |
| 8         | Amela Terzić            | Serbia      | 4:25.15 |                               |
|           | Ciara Mageean           | Irlanda     | DNF     |                               |